# Winthemia tessellata
Winthemia tessellata là một loài ruồi trong họ Tachinidae.